# الحاج (رواية)
تمثل رواية الحاج أو حاج كومبوستيلا باكورة أعمال باولو كويلو، ويروي قصة سعي روحي مميز على طريق مار يعقوب في إسبانيا.
ينطلق الراوي في مسيرة طويلة بحثاً عن سيفه الذي فقده لحظة كان يقدم اليه. أشترط عليه المعلم لاسترداده أن يقوم بالحج على طريق قديمة، كان يعبرها حجاج القرون الوسطى واعتبرت مزاراً من أهم المزارات الدينية في الغرب.
في الطريق يقوم المرشد بتروس بتلقين الراوي باولو تمارين وطقوس «رام» (جمعية روحانية قديمة)، وهي ممارسات بسيطة تساعد الإنسان على اكتشاف طريق خاصة به، وتمده بالطاقة والشجاعة، معمقة حدسه الشخصي الذي يصله بالحقيقة.
يتعرض الراوي في مسيرته لتجارب روحية كثيرة تتمثل في اكتشاف معان جديدة للحب والورع والموت والألم، والأهم من ذلك كله، يتبين أن التوصل إلى مرحلة المصالحة مع النفس والاشراق ليس نخبوياً، وليس حكراً على الناس المختارين، بل هو أيضاً متاح أمام كل إنسان يسير على طريقه الخاصة به، كما سار الراوي على طريق مار يعقوب، ذلك أن الخارق موجود على طريق الناس العاديين. المهم الطريق بحد ذاتها، واكتشافنا لأنفسنا من خلال السفر والمغامرة والسعي. وأمام هذا الاكتشاف يصبح الهدف أمراً ثانوياً. فالراوي، بعد أن سار على الدرب بغية اكتشاف سر سيفه، يكتشف ذلك السر، لكنه لا يعلنه، فالسر هو ما يكتشف ولا يعلن.
تعتبر رواية«حاج كومبوستيلا» المحطة الأهم في حياة كويلو التي انطلق منها إلى محطات أخرى، أنها بداية «الجهاد الحسن» الذي سيدفع بكويلو ليربح معارك الأدب الرفيع.

## وصلات خارجية
- آراء القراء على موقع أبجد حول رواية حاج كومبوستيلا